# Ветлинка
Ветлинка — деревня в Называевском районе Омской области. В составе Кисляковского сельского поселения.

## История
Основана в 1897 г. В 1928 г. деревня Ветлина состояла из 88 хозяйств, основное население — русские. В составе Кисляковского сельсовета Москаленского района Омского округа Сибирского края.

## Население
| 1926 | 2002 | 2010 |
| ---- | ---- | ---- |
| 506  | ↘68  | ↘33  |